# 親ヶ谷古墳
親ヶ谷古墳（おやがたにこふん）は、岐阜県不破郡垂井町府中にある古墳。形状は前方後円墳。不破古墳群を構成する古墳の1つ。垂井町の史跡に指定されている。

## 概要
| 造墓基盤 | 古墳名       | 形状       | 墳丘長  |
| -------- | ------------ | ---------- | ------- |
| 昼飯     | 花岡山古墳   | 前方後円墳 | 60m     |
| 垂井北群 | 親ヶ谷古墳   | 前方後円墳 | 85m以上 |
| 矢道     | 矢道長塚古墳 | 前方後円墳 | 90m     |
| 青墓     | 粉糠山古墳   | 前方後方墳 | 100m    |
| 昼飯     | 昼飯大塚古墳 | 前方後円墳 | 150m    |
| 青墓     | 遊塚古墳     | 前方後円墳 | 80m     |

岐阜県不破郡垂井町府中の標高185メートルの山頂に築造されたこの地域を代表する首長墓の1つである。1879年（明治12年）に盗掘され多数の副葬品が出土した。現在これらの出土品は東京国立博物館に保管されている。この他にも銅鏡14面が出土したと伝えられる。また、昭和初期に藤井治左衛門が再調査した時には内行花文鏡片が出土したと言われている。何れにせよ稀にみる多数の銅鏡を保有した前期古墳である。『岐阜県史』の編纂に合わせて1970年（昭和45年）に測量され、この時には直径10メートルの円墳とされたが、1987年（昭和62年）に東海古墳文化研究会が行った測量調査の結果細い尾根を利用した墳丘長85メートル以上の前方後円墳と報告された。墳形は前方後円墳で前方部を北方に向ける。墳丘は2段築成。後円部上段のみ葺石を用い、埴輪は確認されていない。築造は4世紀後半と推定される。発掘調査は行われていない。

## 規模
- 墳丘長 85メートル
- 後円部
  - 直径 42メートル
  - 高さ 6メートル
- 前方部
  - 幅 43メートル
  - 高さ5.5メートル

## 出土品

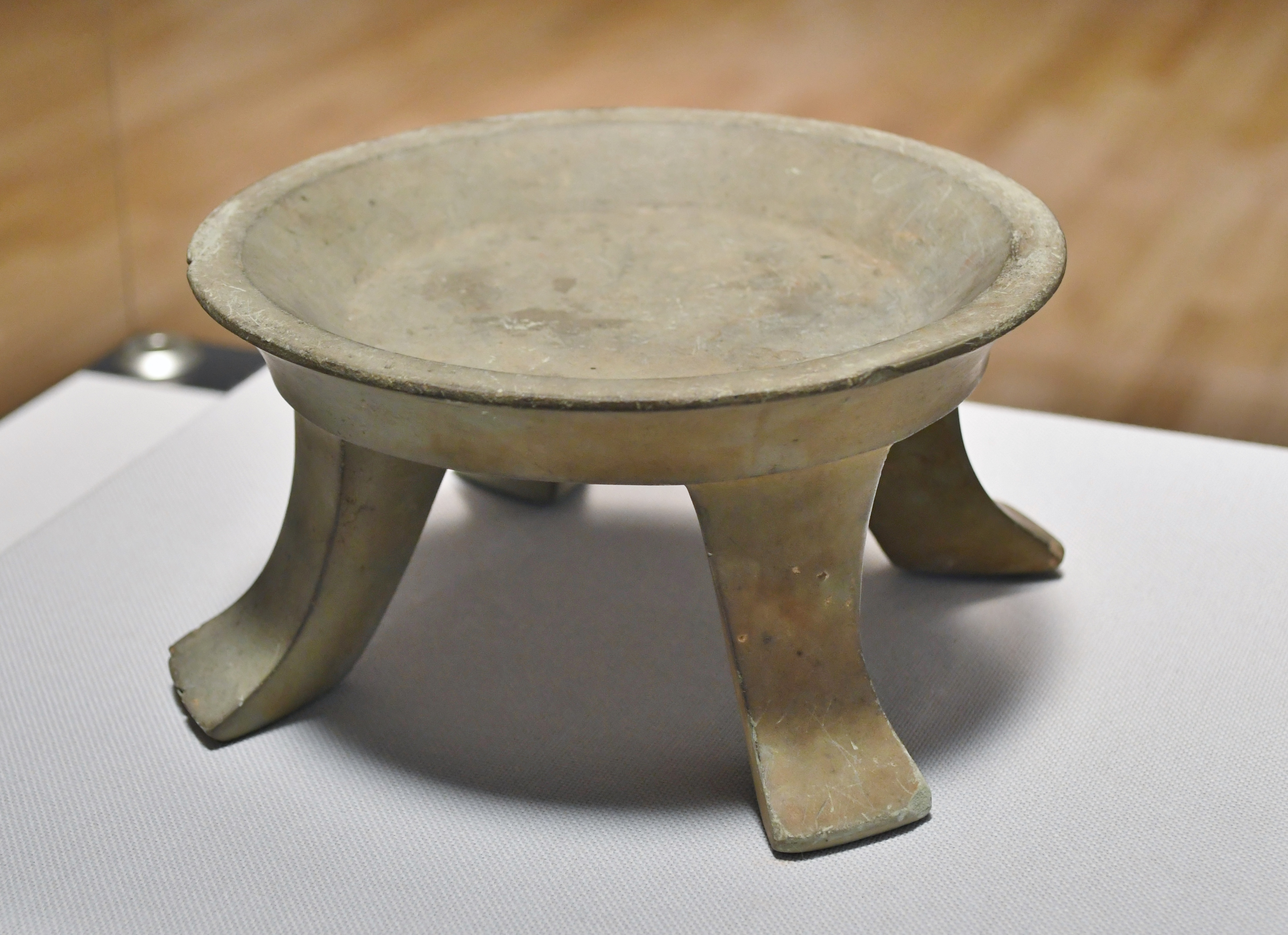
碧玉製四脚付盤東京国立博物館展示（他画像も同様）。

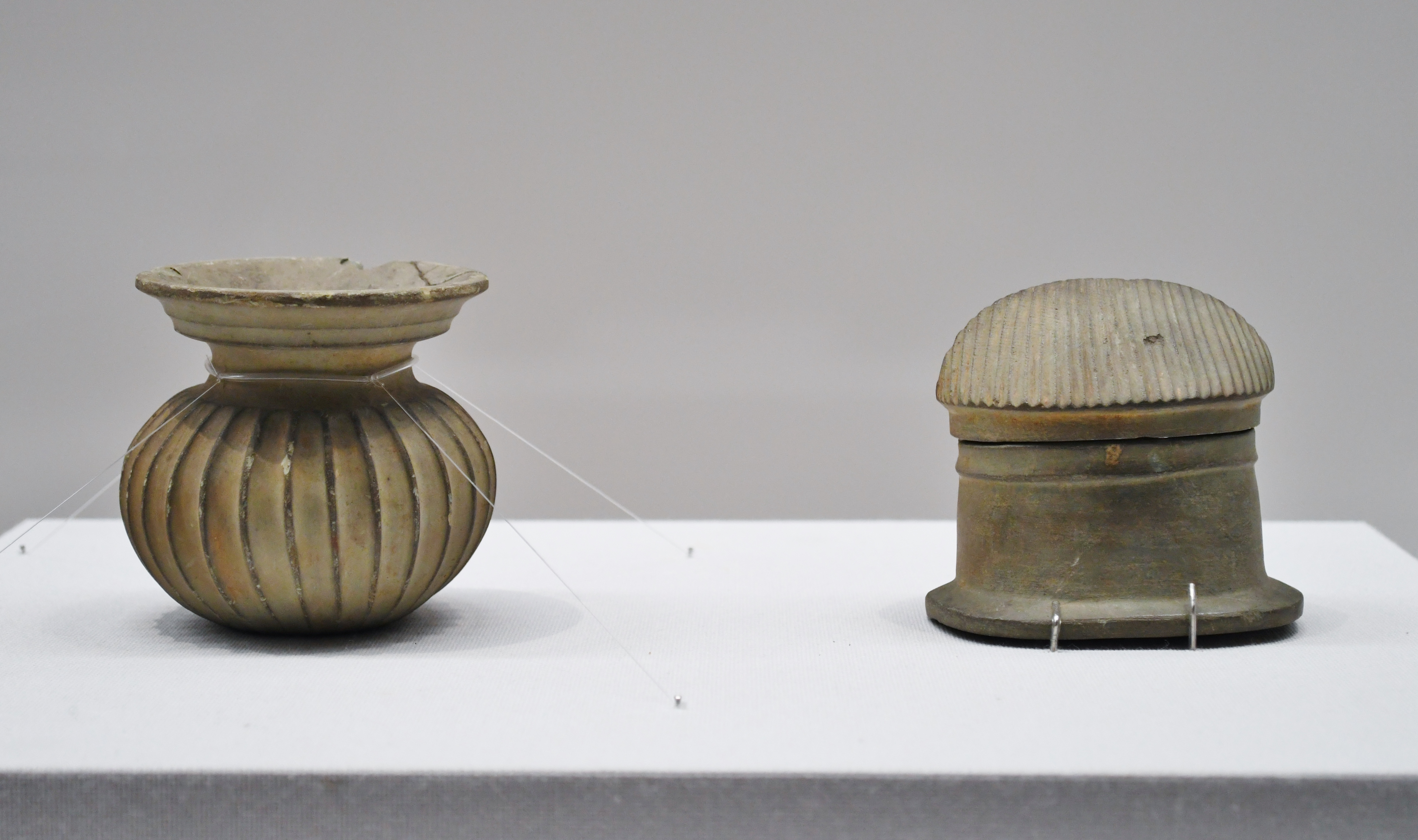
石製坩・石製合子

「※」の付いていないものは現在、東京国立博物館に収蔵されている。なお「※」の付いているものは伝承のみで所在不明のものである。
- 石製合子 2

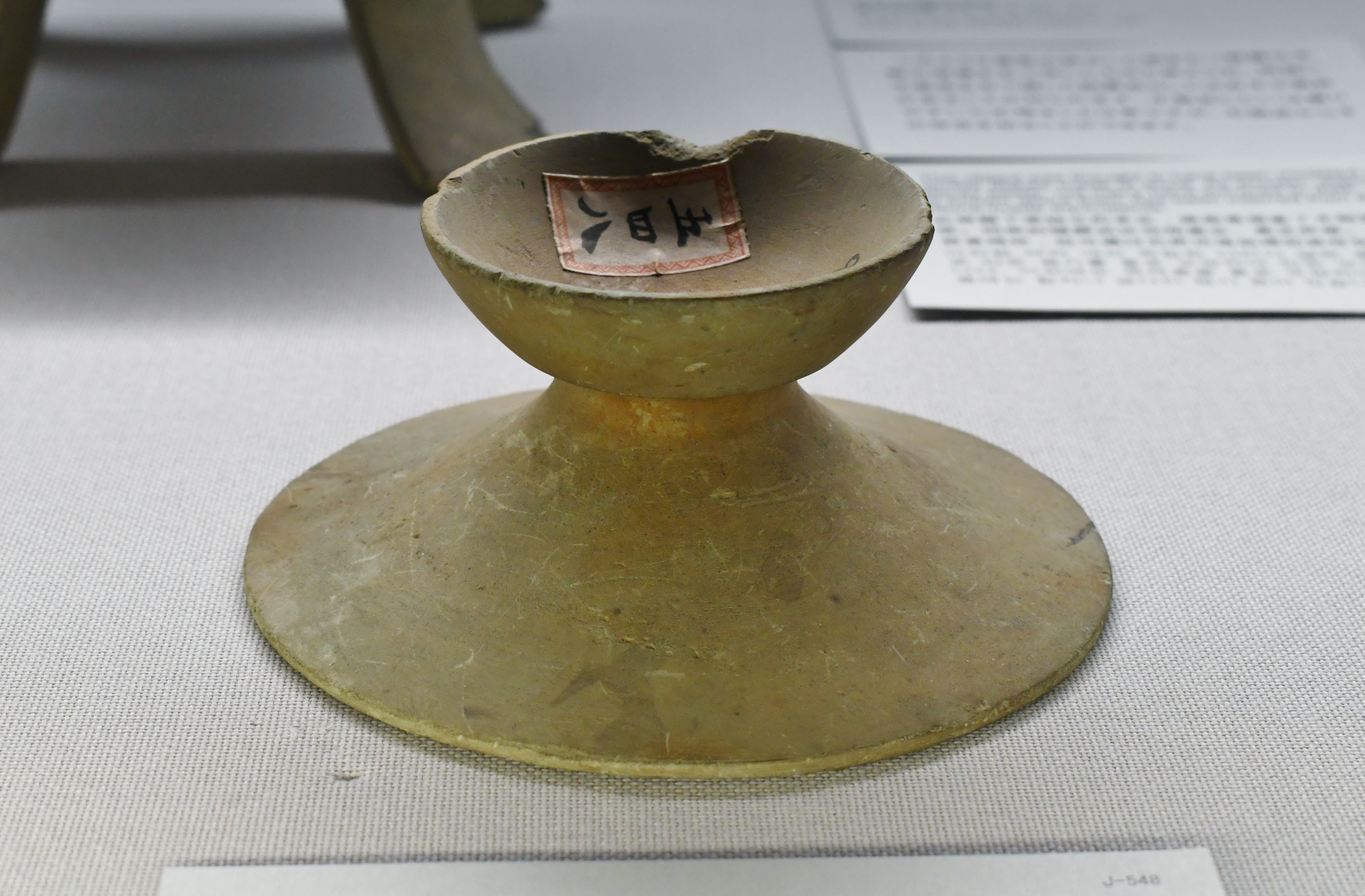
石製高坏 1
- 石製二重口縁壺 1
- 石製小型丸底壺 2
- 石製四脚付盤 1
- 鍬形石 1
- 車輪石 5
- 管玉 8
- 棗玉 4
- 銅鏡 14※
- 内行花文鏡片※

- 碧玉製高坏

## 文化財
垂井町指定文化財
- 史跡

「親ヶ谷古墳」1957年（昭和32年）2月15日指定。

## 関連文献
（記事執筆に使用していない関連文献）
- 不破郡史